# Stazione di Sōjiji
La Stazione di Sōjiji (総持寺駅?, Sōjiji-eki) è una stazione ferroviaria delle Ferrovie Hankyū situata a Ibaraki, nella prefettura di Ōsaka. Presso la stazione fermano solo i treni locali della linea Kyoto.

## Linee
- Ferrovie Hankyū
  - ■ Linea principale Hankyū Kyōto